# マツァーラ・デル・ヴァッロ
マツァーラ・デル・ヴァッロ（イタリア語: Mazara del Vallo）は、イタリア共和国シチリア州トラーパニ県にある都市で、その周辺地域を含む人口約52,000人の基礎自治体（コムーネ）。

## 地理

### 位置・広がり

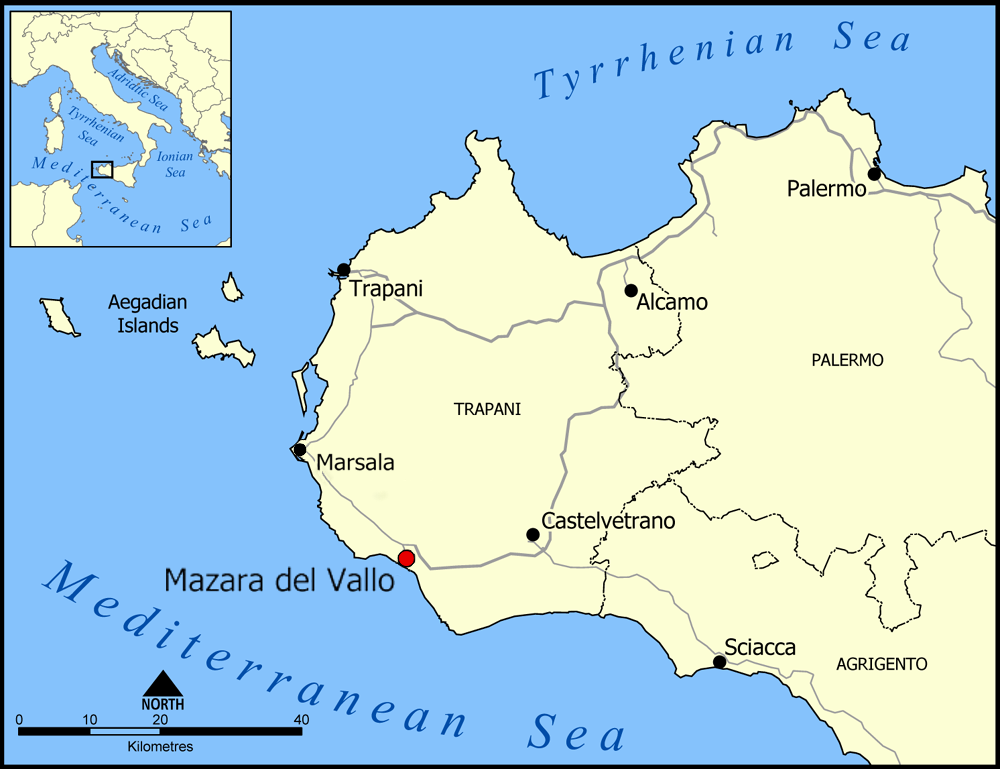
マツァーラ・デル・ヴァッロと主要都市

トラーパニ県南西部のコムーネ。

#### 隣接コムーネ

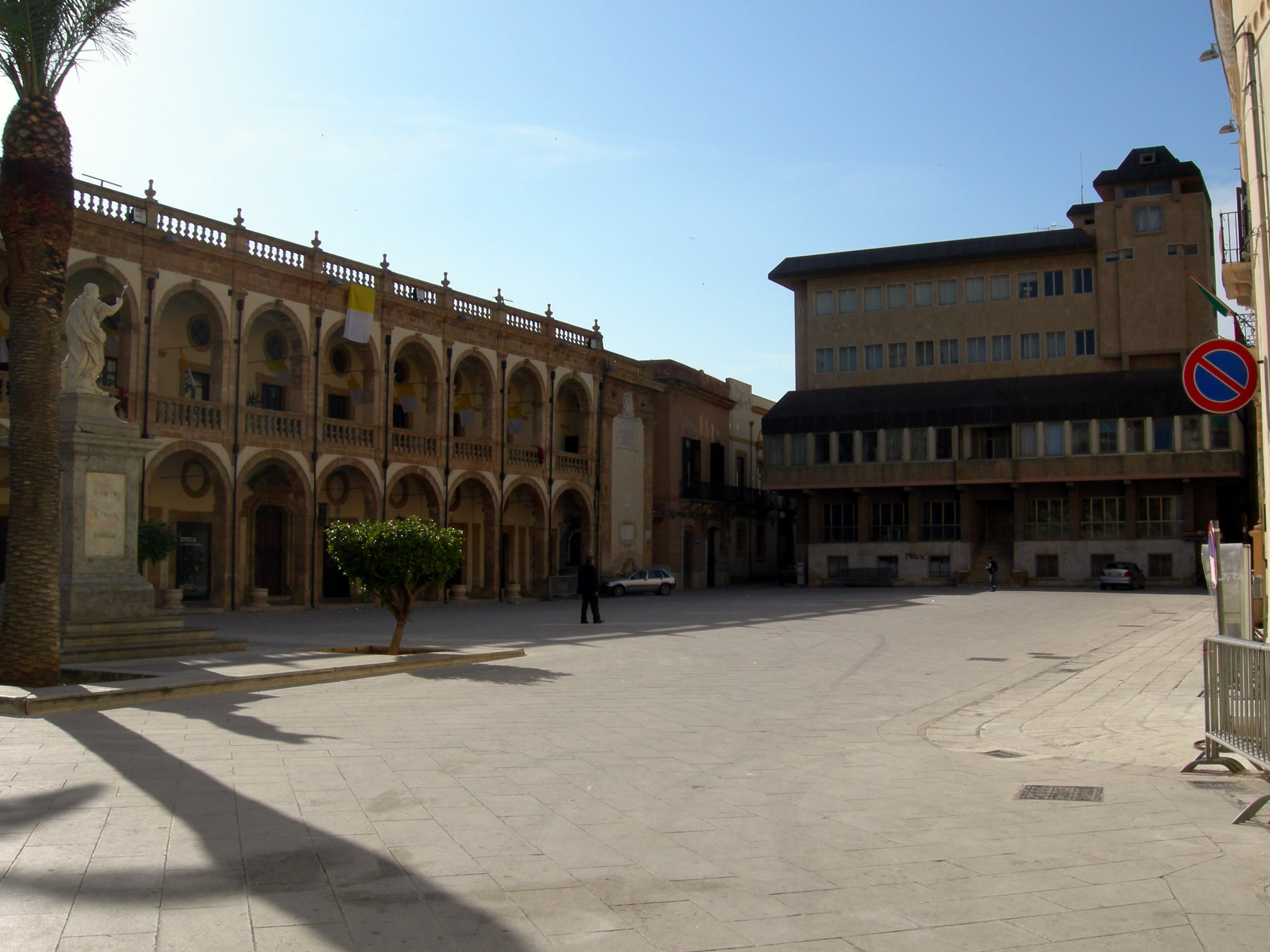
Piazza della Repubblica

隣接するコムーネは以下の通り。
- カンポベッロ・ディ・マツァーラ
- カステルヴェトラーノ
- マルサーラ
- ペトロジーノ
- サレーミ

## 自然・環境

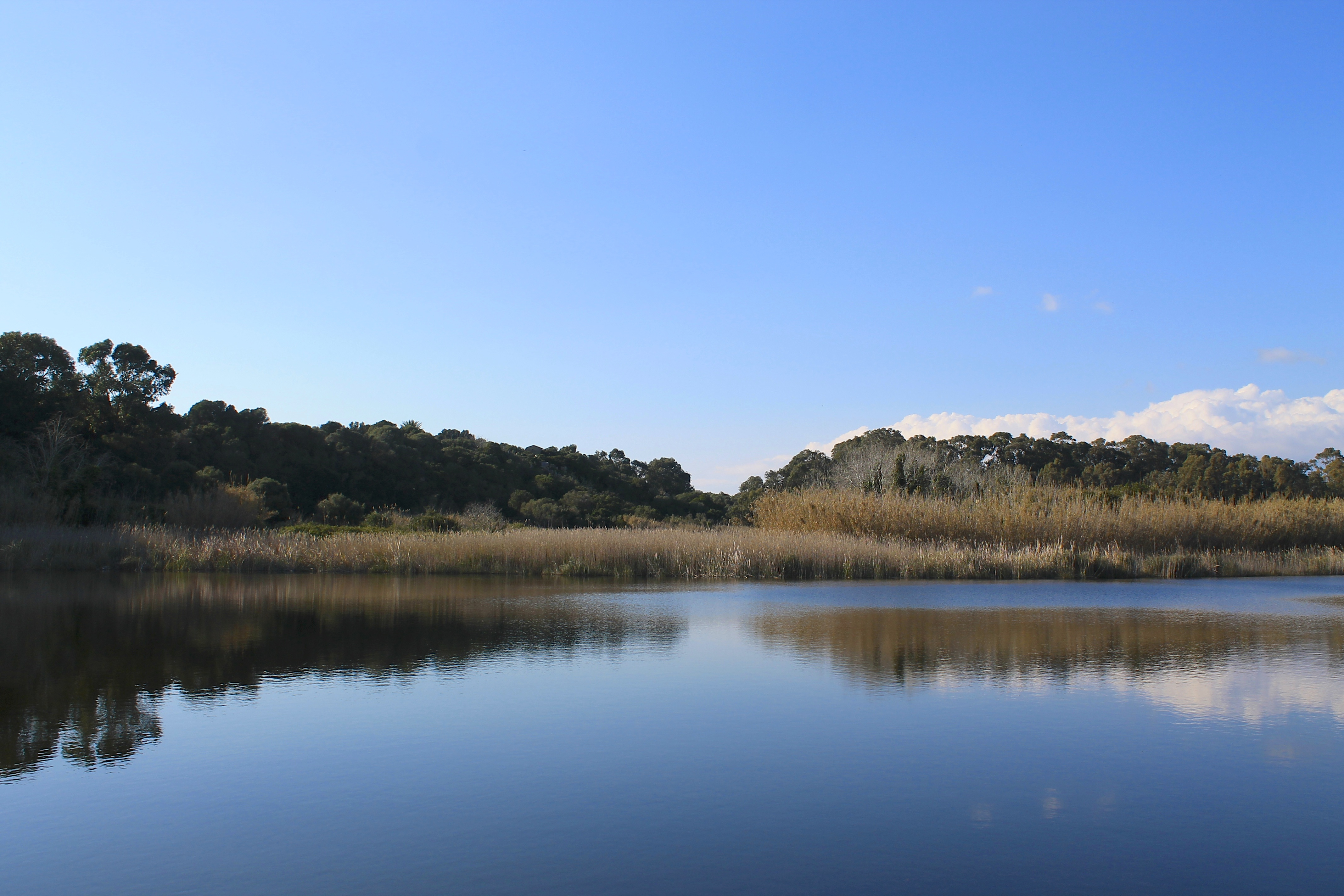

当地の it:Riserva naturale integrale Lago Preola e Gorghi Tondi は、ラムサール条約登録湿地である。

## 姉妹都市
- マーディア、チュニジア
- en:Santa Pola、スペイン
- ヴォロス、ギリシャ
- トレビザッチェ、イタリア

## 人物

### 著名な出身者
- ジョアン・マテウス・アダミ - 16-17世紀のイエズス会宣教師。日本で殉教。
- ピエトロ・コンサグラ（英語版） - 20世紀の彫刻家。